# Polyscias duplicata
Polyscias duplicata är en araliaväxtart som först beskrevs av Louis Marie Aubert Du Petit-Thouars och Henri Ernest Baillon, och fick sitt nu gällande namn av Lowry och G.M.Plunkett. Polyscias duplicata ingår i släktet Polyscias och familjen Araliaceae. Inga underarter finns listade.  Tidigare i släktet Gastonia som Gastonia duplicata.